# Scar (Lejonkungen)
Scar är en fiktiv figur och huvudantagonisten i Walt Disney Animation Studios animerade långfilm Lejonkungen (1994). Han introduceras i den som den yngre, avundsjuka brodern till Mufasa, härskaren över Lejonriket. Scar, som ursprungligen var först i tronföljden, ersätts plötsligt av Mufasas nyfödda son Simba. Rosenrasande över detta börjar han smida en komplott för att ta över tronen genom att leda en armé av hyenor och förråda både Mufasa och Simba. Efter att ha dödat Mufasa manipulerar Scar Simba till att tro att han är skyldig, vilket får Simba att sätta sig själv i exil, långt bort från Lejonriket.
Scar skapades av manusförfattarna Irene Mecchi, Jonathan Roberts och Linda Woolverton, samt animerades av Andreas Deja. Han är löst baserad på kung Claudius, huvudantagonisten i William Shakespeares Hamlet. Hans onda karaktärsdrag inspirerades också av den tyske diktatorn Adolf Hitler, såväl som av lejonens naturliga beteende att ta över. Chiwetel Ejiofor gör rösten till den fotorealistiska versionen av Scar i 2019 års nyinspelning, medan Kelvin Harrison Jr. porträtterar figuren i Mufasa: Lejonkungen.
Som figur har Scar fått stor hyllning från filmkritiker, och Irons sångprestation har fått beröm. Scar hyllas som en av Disneys största skurkar och har av Digital Spy och Entertainment Weekly utsetts till en av de största skurkarna i filmhistorien.

## Figurens tillkomst

### Koncept och inspiration
Lejonkungen skrevs först som ett konceptmanus 1988 och kallades i början King of the Jungle. Den presenterades för Disneys chefer, varav en av dem observerade likheter med William Shakespeares pjäs Hamlet. Även om regissören Rob Minkoff sa att dessa likheter var oavsiktliga, ansåg han att det alltid var viktigt att "förankra upplevelsen [filmen] med något bekant". Som regissörer strävade Minkoff och Roger Allers efter att skapa "en djurfilm i en mer naturlig miljö", och beskrev filmen som "ett verkligt äventyr istället som ett mytiskt epos". Även om det inte är den första Disneyfilmen som inspirerats av Shakespeares verk, så är Lejonkungen fortfarande studions mest framstående exempel, på grund av nära paralleller mellan dess figurer och Hamlet, medan båda berättelserna kretsar kring huvudpersoner som kämpar för att acceptera verkligheten att de måste konfrontera sina förrädiska farbröder och hämnas sina fäders död. Enligt webbtidningen Slate är Claudius mestadels "en andra klassens intrigmakare, uppeldad av ångest och skuld", medan Scar "njuter verkligen av sin monstrositet".
Handlingen i den ursprungliga versionen av Lejonkungen kretsade kring en rivalitet mellan lejon och babianer. Scar var själv en babian och deras ledare. Efter att denna komplott togs bort, omskrevs Scar till ett skurkaktig lejon som inte hade något släktskap med varken Mufasa eller Simba. Manusförfattarna bestämde sig så småningom för att filmen skulle bli mer intressant om man gjorde Scar och Mufasa till bröder. Vid ett tillfälle ägde Scar en pytonorm som husdjur och som medhjälpare, men den figuren övergavs senare i produktionen. Eftersom filmen ursprungligen var tänkt att vara mycket mer vuxenorienterad, skulle Scar ha blivit förälskad i Simbas barndomsvän och så småningom kärleksintresse, Nala, och ville att den unga lejoninnan skulle regera vid hans sida som hans drottning, och följaktligen förvisat henne när hon vägrar.
Detta koncept skulle ha utforskats ytterligare under en repris av Scars låt "Var beredd", men både idén och reprisen togs bort från filmen, eftersom de ansågs vara för "otäcka". Utöver det fanns även en scen där Scar ursprungligen skulle besegra Simba och kasta ner honom från Lejonklippan innan han själv uppslukas av lågor. Detta klipptes bort eftersom det var alldeles för mörkt för unga tittare. För att ytterligare betona figurens skurkaktighet och tyranni baserade manusförfattarna Scars diktaturliknande ledarskap löst på Adolf Hitler.

### Rösten

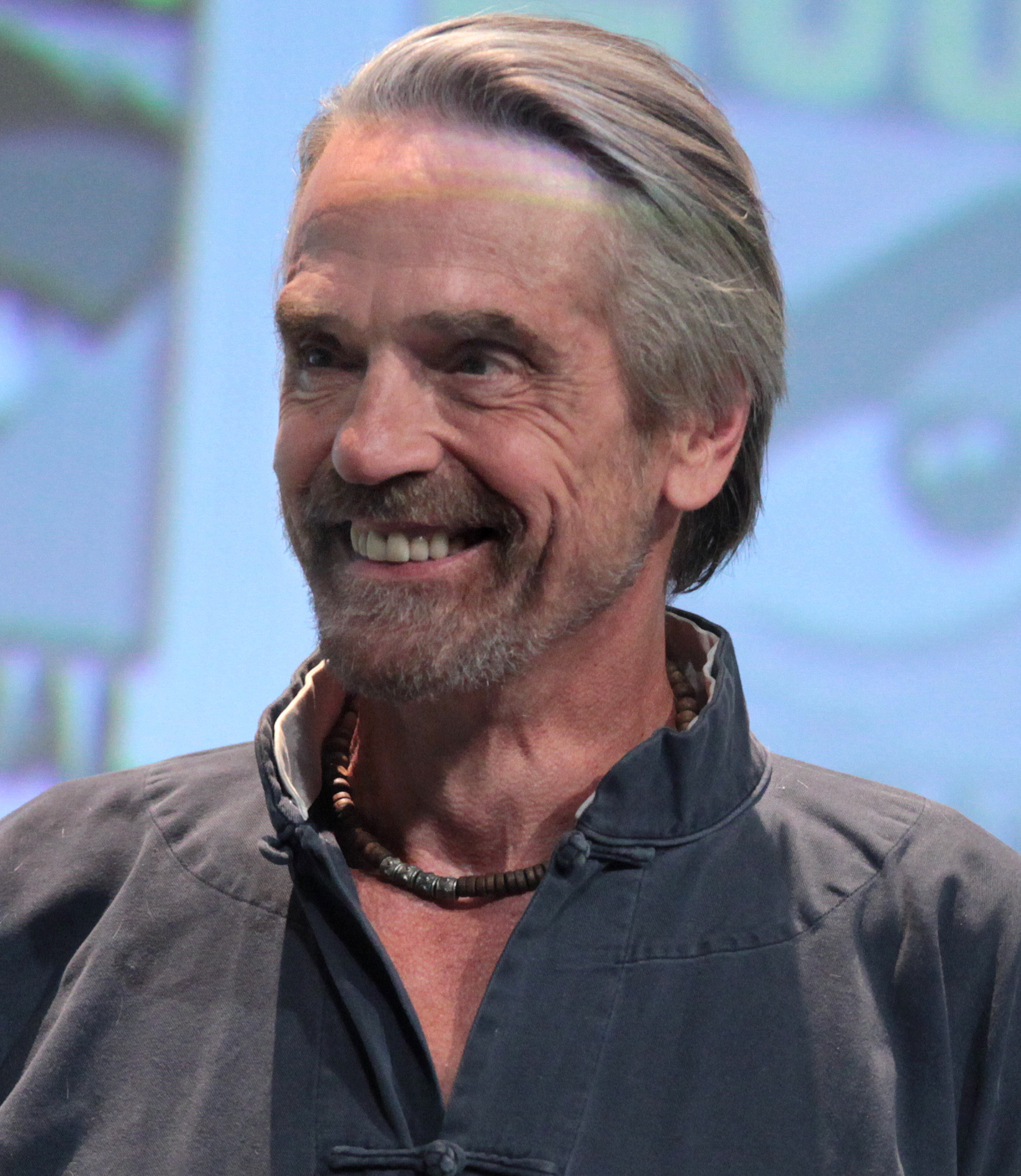
Jeremy Irons porträttering som Scar har hyllats som en av de bästa röstprestationerna någonsin i en animerad film.

Tim Curry, Malcolm McDowell, Alan Rickman, Patrick Stewart och Ian McKellen övervägdes alla ursprungligen för rollen som Scar. Den skådespelare som slutligen valdes för rollen var Jeremy Irons, tack vare hans klassiska teaterutbildning. Regissörerna ville att Scar "skulle framstå som en Shakespeare-liknande figur". Att lyckas rekrytera Irons till filmen ansågs vara en bedrift för studion, eftersom det vid den tiden var ovanligt att en dramaskådespelare av Irons kaliber gick med på att göra rösten till en animerad figur, särskilt direkt efter att ha vunnit en Oscar. Faktum är att den Oscarsbelönade skådespelaren nästan tackade nej, eftersom han av rädsla för att äventyra sin framgångsrika karriär var tveksam till att ha en roll i en animerad långfilm. Innan sin roll i Lejonkungen var Irons känd för att ha spelat flera skurkar och antagonister i live action-filmer ”riktade mot vuxna”. Även om han tidigare hade medverkat i en barnfilm, medgav skådespelaren att det aldrig nått samma stora framgångar som Lejonkungen, en film som sedan dess har blivit känd för sin ensemble av välkända, prisbelönta Hollywoodskådespelare, som animationshistorikern Jerry Beck i sin bok The Animated Movie Guide beskrev det som "den mest imponerande listan av skådespelare som någonsin prytt en animerad film".
Under inspelningen av Scars sång ”Var Beredd" stötte Irons på problem med sin sångröst. Irons ska enligt uppgift ha ”förstört sin röst” när han sjöng raden ”you won't get a sniff without me”, vilket gjorde honom oförmögen att fullfölja musiknumret. Som en följd av detta tvingades Disney att anlita den amerikanske röstskådespelaren Jim Cummings, som vid den tiden också hade lånat sin röst till den skrattande hyenan Ed i samma film, för att imitera Irons och spela in resten av låten. Jim Cummings berättade för The Huffington Post att ”stunt-sång” faktiskt är något som han fortsätter att göra regelbundet, efter att ha gjort samma sak för den amerikanske skådespelaren Russell Means, som lånade sin röst till hövding Powhatan i Disneys Pocahontas. Deja avslöjade att Irons mage kurrade under en inspelningssession. Deja skämtade: "Det morrande ljudet kunde höras i hans inspelning, så vi var tvungna att spela in den delen av hans dialog igen." På grund av Irons framträdande brittiska dialekt har kritiker jämfört både skådespelaren och Scar med tigern Shere Khan, huvudantagonisten i Disneys tidigare film Djungelboken, vars röst gjordes av engelske skådespelaren George Sanders.

### Design och karaktärisering
Studion avfärdade ursprungligen Lejonkungen som en finansiell risk, eftersom man vid den tiden trodde att de bästa filmerna hade människor i huvudrollerna. Disneys styrelseordförande Jeffrey Katzenberg var bekymrad över filmens nyskapande sätt och beslutade därför att dela upp studion för två separata animerade filmer, Lejonkungen och Pocahontas. Den senare kallades för en "home run" eftersom den förväntades bli det mest framgångsrika av de två projekten. Disneys mer erfarna animatörer drogs till Pocahontas, medan studions nyare animatörer förpassades till att arbeta med Lejonkungen och kallade sig själva för "B-laget". Allers såg dock Katzenbergs beslut som en möjlighet för "nyare animatörer att ta ledande roller", bland dem Andreas Deja, som blev Scars huvudanimatör. Deja, som är välkänd för att ha animerat flera Disneyskurkar, sammanfattade upplevelsen som "roligare än att rita hjältar" eftersom "man har så mycket mer att arbeta med, vad gäller uttryck, skådespeleri och teckningsmässigt, än man skulle ha med en trevlig prinsessa eller en prins".
Innan Deja blev involverad i Lejonkungen hade han redan utvecklat ett rykte att animera Disneyskurkar. Innan Deja animerade Scar hade han nyligen varit huvudanimatör för Gaston och Jafar, skurkarna från Skönheten och odjuret och Aladdin. Ursprungligen hade Deja funderat på att animera en hjälte för omväxlings skull, och att ta sig an uppgiften att animera Simba istället. Deja ändrade sig dock när han fick veta att Scar skulle spelas av Jeremy Irons, eftersom han tyckte att det skulle vara "roligt" att animera en figur som spelades av en så prestigefylld skådespelare. Samtidigt hade Minkoff och Allers redan haft Deja i åtanke om att animera Scar, långt innan animatören ens kontaktade regissörerna om den uppgiften. Nivåerna av antropomorfism som användes i Lejonkungen överträffade alla tidigare Disneyfilmer. Eftersom Scar är ett djur, till skillnad från en människa, upplevde Deja och animatörerna vissa utmaningar och begränsningar när det gällde att ingjuta särskilda rörelser i figuren, och experimenterade därför med att manipulera Scars ansiktsuttryck, särskilt hur han lutar huvudet på ett nedlåtande sätt, hur han höjer ögonbrynen och lyfter hakan. Djuren ritades med vissa människoliknande attribut och karaktärsdrag för att hjälpa till att lättare förmedla känslor och berätta historien. Samtidigt studerade animatörerna levande lejon medan de ritade. Som filmens skurk är Scar det enda lejonet som är ritat med klor.

### Musik
Scar sjunger musiknumret "Var Beredd", skriven av Elton John och Tim Rice, som visar hur han planerar att döda Mufasa med hjälp av hyenorna. Enligt Business Insider har filmskaparna, förutom att löst basera figuren på Adolf Hitler, direkt baserat hans sång på nazismen genom att Scars armé av hyenor marscherar i gåssteg, medan han talar till dem från en hög avsats, på samma sätt som Hitler skulle ha gjort från en balkong i den nazistiska propagandafilmen Viljans triumf (1935), som dokumenterar Nazityskland under 1934.
Enligt Entertainment Weekly kom detta koncept från en skiss av storyboard-animatören Jorgen Klubien, där Scar avbildades som Hitler. Även om filmskaparna tvekade att den dåvarande chefen för Walt Disney Animation Studios, Jeffrey Katzenberg, skulle godkänna det, bestämde de sig för att fortsätta med det konceptet. St. Louis Post-Dispatch recenserade att "de där gåsstegande hyenorna verkar vara lite väl för mycket i efterhand", medan Film School Rejects beskrev sången som en "helvetisk sammankomst".

## Framträdanden

### Lejonkungen(1994)
Scar gör debut i originalfilmen från 1994 som den som står på tur att ta över tronen efter sin äldre bror Mufasa. Detta ändras dock då hans brorson Simba föds och ersätter Scar som tronarvinge. Rosenrasande över detta börjar han smida en komplott om att störta och döda Mufasa med hjälp av en armé av hyenor, som han leder tillsammans med tre ledarhyenor vid namn Shenzi, Banzai och Ed. Efter några misslyckade försök att döda Simba, lurar Scar honom till en ravin och ber honom att vänta där och ljuger om att Mufasa har en stor överraskning. Samtidigt skrämmer hyenorna ner en hjord gnuer som orsakar en rusning. Även om Mufasa räddar Simba är han oförmögen att klättra upp hela vägen ur ravinen till säkerhet. När Mufasa ber Scar att hjälpa honom upp, trycker Scar istället sina klor i sin brors tassar. I det ögonblicket inser Mufasa att Scar är ansvarig för rusningen och att han har blivit förrådd. Det sista han ser är Scar som triumferande hånler mot honom samtidigt som han säger "Länge leve Kungen" innan Mufasa kastas ner mot sin död.
Scar lurar Simba till att tro att han själv är orsaken till Mufasas död och råder prinsen att fly och aldrig återvända, och beordrar sedan hyenorna att döda honom, ett misslyckande som de inte erkänner för Scar. Scar återvänder till Lejonklippan och berättar för flocken att Mufasa och Simba dog i gnurusningen, samtidigt som han utnämner sig till kung och släpper in hyenorna i Lejonriket.
Åren går och Scar slösar bort rikets resurser och låter hyenorna härja fritt i Lejonriket. Dessutom förbjuder han alla att nämna Mufasa i hans närvaro. Med hjälp av sina vänner Nala, Timon och Pumbaa återvänder den vuxne Simba och konfronterar sin farbror, som sedan fortsätter sitt bedrägeri genom att kräva att Simba inför flocken erkänner att han orsakade Mufasas död. När han förbereder sig för att kasta Simba från Lejonklippans avsats, viskar Scar till Simba att han dödade Mufasa, övertygad om att hans hemlighet kommer att dö med Simba. Istället gör detta Simba så arg att han hoppar upp och tacklar Scar till marken och tvingar Scar att erkänna sitt brott inför flocken, vilket inleder en strid mellan flocken och hyenorna.
Scar försöker fly men blir trängd i ett hörn av Simba på toppen av Lejonklippan. Scar ber om nåd och försöker till och med skylla sina handlingar på hyenorna. Simba skonar Scar på villkor att Scar ger sig av för gott. Scar låtsas göra det, men attackerar sedan Simba och de slåss. Scar slår ner Simba, men när han kastar sig fram för att ge det dödande slaget sparkar Simba Scar ut över en avsats. Scar överlever fallet men möts av hyenorna. Han vädjar om deras hjälp, men efter att ha hört hans anklagelser och att han kallat dem för "fienden" omringar hyenorna Scar och sliter honom i stycken, och hans tyranniska välde når sitt slut.

### Lejonkungen 2: Simbas Skatt(1998)
Efter Scars död föds Simbas och Nalas dotter Kiara, mycket till Ziras stora förtret. Zira tillhör en grupp lejon som förblev lojala mot Scar t.o.m efter hans död. De blev därför förvisade till utmarkerna av Simba och kallas för de utstötta. Ziras son, Kovu, valdes av Scar som arvinge. Simba förbjuder sin dotter, Kiara, att ge sig ut till utmarkerna. Hon går dit ändå och träffar och blir vän med Kovu. Zira ser detta som en möjlighet att nästla in Kovu i Simbas flock och döda honom. Några år senare möter Kiara och Kovu varandra igen som vuxna lejon. Han räddar henne från en brand skapad som en skenmanöver av Zira för att vinna Simbas förtroende.
Medan Kovu tränar Kiara att jaga börjar han överväga att inte döda Mufasa och berättar för Kiara att han är inte Scars son. Simbas vän och rådgivare, mandrillschamanen Rafiki, leder lejonen in i djungeln och hjälper dem att bli förälskade genom att introducera dem till "upendi" (en form av upendo, som betyder "kärlek" på swahili). Efter att Nala övertalat honom låter Simba Kovu tillbringa natten inne i Lejonklippan tillsammans med hans flock. Kovus syster Vitani skickar dock i hemlighet ett meddelande till Zira om att Kovu misslyckats med att döda Simba.
Nästa morgon tar Simba med sig Kovu och visar honom Lejonriket samtidigt som han berättar sanningen om Scar. De utstötta anfaller Simba och lurar honom till att tro att Kovu har förrått honom. I den följande striden dödas Kovus bror Nuka och Simba flyr. Kovu vänder sig mot Zira och ber Simba om förlåtelse, men blir istället förvisad. Kiara får Simba att inse sitt irrationella beteende och lämnar Lejonklippan för att personligen söka efter Kovu. Efter att ha återförenats återvänder Kiara och Kovu till Lejonriket och lyckas övertyga Simbas flock och de utstötta att sluta slåss. Efter att ha hört Kiaras vädjan förstår Simba att detta blodbad är inte värt att slåss för. Zira försöker dock attackera Simba, men Kiara hoppar framför Zira som gör att båda faller mot en avsats. Kiara lyckas ta sig upp och försöker rädda Zira, men hon tappar greppet från klippkanten och dör av fallet.
Efter striden välkomnar Simba resten av de utstötta, inklusive Kovu, tillbaka till Lejonriket. Filmen slutar med att Mufasa ande ser ner på Simba och säger: "Bra gjort, min son".

## Mottagande
Scar har hyllats av kritiker och allmänheten som en av Disneys bästa skurkar samt som en av de bästa filmskurkarna genom tiderna. Han har också hyllats för sin välutvecklade karisma, charm och förrädiska talang av att manipulera andra för sina ändamål. Jeremy Irons röstporträttering har mötts positivt. Men det har kommit fram kontroversiell kritik mot Scar som figur. Scar blev den första Disneyskurken som lyckades mörda någon på ett sånt makabert sätt.
Lejonkungen – som vid premiären kallades studions "mörkaste" film – var utan motstycke när det gällde allvarliga teman som skuld, mord, svek, hämnd och död, särskilt mordet på en av filmens huvudfigurer. Enligt IGN var ”filmens berättarkoncept om moral och dödlighet väldigt nytt för Disney", och The Washington Post förutspådde att "Mufasas död kommer att bli den mest omdiskuterade aspekten av Lejonkungen, där människor kommer att ta ställning till om sådana saker är bra eller dåliga för barn, precis som de gjorde när det gällde mordet på Bambis mamma.”
Men i ett större perspektiv hyllas Scar ofta som en av de största animerade skurkarna genom tiderna.